# إيفرون ماسون-كلارك
إيفرون ماسون-كلارك (بالإنجليزية: Ephron Mason-Clark)‏ هو لاعب كرة قدم بريطاني في مركز الوسط، ولد في 25 أغسطس 1999 في لامبث ‏ في المملكة المتحدة. لعب مع نادي بارنت.

## وصلات خارجية
- إيفرون ماسون-كلارك على موقع قاعدة بيانات كرة القدم.إي يو (الإنجليزية)
- إيفرون ماسون-كلارك على موقع Soccerway.com (الإنجليزية)